# Shaban Ibrahim
Shaban Ibrahim es un deportista egipcio que compitió en levantamiento de potencia adaptado. Ganó cinco medallas en los Juegos Paralímpicos de Verano entre los años 2000 y 2016.

## Palmarés internacional
| Juegos Paralímpicos | Juegos Paralímpicos     | Juegos Paralímpicos | Juegos Paralímpicos |
| Año                 | Lugar                   | Medalla             | Categoría           |
| ------------------- | ----------------------- | ------------------- | ------------------- |
| 2000                | Sídney (Australia)      | Medalla de plata    | –67,5 kg            |
| 2004                | Atenas (Grecia)         | Medalla de oro      | –60 kg              |
| 2008                | Pekín (China)           | Medalla de bronce   | –60 kg              |
| 2012                | Londres (Reino Unido)   | Medalla de bronce   | –67,5 kg            |
| 2016                | Río de Janeiro (Brasil) | Medalla de bronce   | –65 kg              |